# نیروی دریایی سلطنتی تایلند
نیروی دریایی سلطنتی تایلند (تایلندی: กองทัพเรือไทย) نیروی دریایی زیرمجموعه نیروهای مسلح تایلند است، که در سال ۱۹۰۶ تأسیس شد.